# Bafang
Bafang  este un oraș  în partea de vest a Camerunului, în  provincia  de Vest.